# Rocko (personagem)
Rocko Wallaby também conhecido no Brasil Canguru Rocko é um personagem fictício da série de desenho animado Rocko's Modern Life e da série de história em quadrinhos de mesmo nome. Rocko nasceu na Austrália e imigrou para os Estados Unidos após o ensino secundário. Ele foi apresentado aos executivos da Nickelodeon como um personagem que tinha a personalidade de um jovem Woody Allen. Sua dublagem na versão televisiva original é feita por Carlos Alazraqui.

## Criação e concepção

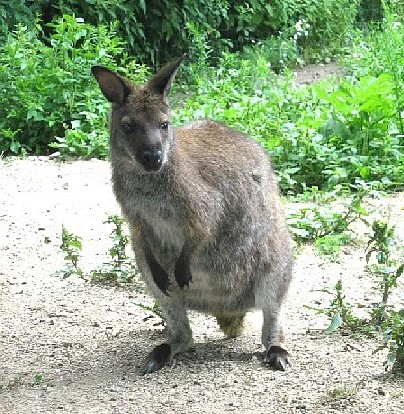
Joe Murray disse que quando visitou um zoológico, encontrou um wallaby de verdade que estava "cuidando de si mesmo" enquanto os elefantes e macacos "clamavam por atenção". De acordo com ele, isto o levou a criar de Rocko.

A primeira aparição de Rocko foi em uma história em quadrinhos nunca publicada, onde se chamaria "Travis". Joe Murray, o criador de Rocko's Modern Life, acredita que Rocko tenha a personalidade adequada para um wallaby, após observar um desses "cuidando de si mesmo" enquanto os elefantes e macacos "clamavam por atenção". Após tal acontecimento Murray disse que "Rocko estaria no centro de um furacão onde tudo giraria em torno dele. Ele seria como um homem comum que é afetado pelas personalidades dramáticas ao seu redor".
Murray desejava transformar sua história em quadrinhos em uma syndication. Então ele realizou mudanças substanciais em Rocko. Murray acrescentou que a personalidade de um wallaby espelhava a humildade de Rocko e sua tendência de manter suas frustrações a si mesmo em vez de reclamar publicamente sobre elas. Em um dos primeiros perfis de personagem que Murray criou para apresentá-lo aos executivos da Nickelodeon, ele descrevia Rocko como "um jovem Woody Allen antropomórfico, que acaba de se mudar para longe de sua casa e entrar em um mundo adulto e surrealista."
No episódio piloto original de Rocko's Modern Life, os animadores coloriram o Rocko com a cor amarela. Um mês antes do primeiro episódio ser apresentado ao estúdio de animação na Coreia do Sul, Murray mudou a cor quando uma empresa de brinquedos que desejava fazer pelúcias de Rocko recusou-se a licenciar a personagem alegando que ele parecia muito com um personagem amarelo usado em produtos da empresa. Murray lutou contra a mudança dos executivos da Nickelodeon; no final, os executivos insistiram em mudar a cor, assim Murray mudou a cor para bege, mesmo não tendo gostado da escolha. Em seu site Murray disse: "Para mim ele sempre será amarelo." Murray disse que a empresa mais tarde abandonou o compromisso e não criou a linha de bonecos de pelúcia.
As audições para escolher o dublador do personagem foram feitas em São Francisco, e após os teste o próprio Murray decidiu que Carlos Alazraqui seria o responsável pela voz de Rocko. Jeff "Swampy" Marsh, um dos roteiristas, descreve a voz de Alazraqui enquanto dubla o personagem como algo que "não é realmente um sotaque australiano preciso" [sic]; de acordo com Marsh a equipe usou a voz que Alazraqui utilizou no episódio piloto.

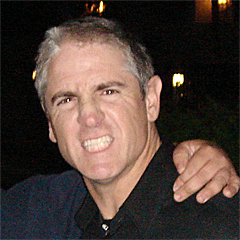
Carlos Alazraqui, dubla Rocko na série televisiva.

Murray disse que, com o avançar da série, ajustava o design de Rocko a cada episódio para que ele tivesse um "volume mais amigável" e uma "animação amigável." De acordo com Murray, quando ele criou filmes independentes e o piloto de Rocko's Modern Life, ele criou todos os layouts de personagens em sua mente enquanto outros animadores usaram os layouts para criarem obras. Ele disse que, quando Rocko se tornou "bastante volumoso", ensinou os americanos e os coreanos a como desenharem os personagens. Murray descreveu-o como o personagem mais difícil que teve que desenhar, e ele disse que, então, decidiu ajustar o design de seu personagem, a fim de ajudar os animadores estrangeiros. Murray disse que, como ele e os diretores continuaram a "desenhar rápido" as mudanças, o design "naturalmente" diminuiu o aspecto de "vítima e paranoico" e deu a personagem uma personalidade "feliz".
De acordo com George Maestri, Rocko não tem sobrenome, pois os escritores não conseguiram pensar em um que eles gostassem. Em um esboço de criação Murray considerou a possibilidade de atribuir-lhe o sobrenome "Rama". O personagem também poderia ser chamado de "Rocko Stretchbrain", pois, segundo os escritores, seu cérebro saía de sua cabeça durante "momentos ímpares", mas tal possibilidade foi rapidamente descartada. Alguns sites, inclusive o Hot Topic, deram a ele, erroneamente, o nome do meio "James" e o sobrenome "Wallabee".

## Aparições
Rocko vive em uma cidade fictícia, no estado da Califórnia, chamada O-Town. Nascido na Austrália, ele mais tarde imigrou aos Estados Unidos, após completar o ensino secundarista, e passou a trabalhar como caixa em uma loja de revista em quadrinhos e a colecioná-las. Murray sugere que o interesse de Rocko pelo Estados Unidos teve início quando ele passou férias no país com sua família, quando era mais jovem; durante a viagem ele conheceu seu futuro companheiro Filburt. Murray autorizou os diretores a criarem inconsistências, refletindo o modo como os amigos possuem diferentes e variadas lembranças do passado. Por exemplo, no episódio "Put to Pasture" os escritores retratam Rocko, Filburt e Heffer Wolfe, como estudantes da O-Town School. Murray afirma ter recebido muitas cartas sobre as inconsistências no enredo.
Rocko usa uma camisa azul com triângulos roxos e sapatos laranja. Ele é conhecido por ser um amigo leal, e não se aventurar fora de sua zona de conforto. A família dele aparece em uma fotografia, no episódio "Trash-O-Madness", onde estão presentes uma mãe, um pai e um irmão mais novo. "Wimp No Barby" mostra a família de Rocko novamente, revelando que seu irmão mais novo, é na verdade uma irmã. Murray criou uma irmão mais velha narcoléptica, chamada Magdalane, e um episódio, "Wake Up Maggie", sobre ela, mas optou por não transmitir o episódio e nunca usar a personagem.

### Aparições em outras mídias
Ele é um personagem jogável e o protagonista de um jogo baseado na série chamado Rocko's Modern Life: Spunky's Dangerous Day.[carece de fontes?] Rocko também é um personagem jogável nas versões para console de Nicktoons: Attack of the Toybots. Ele aparece no programa 3D Movie Maker da Microsoft,[carece de fontes?] e pode ser desenhado em Drawn to Life e em sua sequência Drawn to Life: SpongeBob SquarePants Edition. Junto de Heffer faz pequenas aparições, sendo apenas um personagem não jogável, em Nicktoons MLB.

## Recepção
Jean Prescott do jornal Sun Herald de Biloxi descreveu o personagem como um "pequeno e rechonchudo astro wallaby" que tenta "fazer o que é certo" e que é dedicado a seu amigo Heffer e a seu cão Spunky. Prescott qualificou a personagem como "adorável". A crítica do Common Sense Media, Andrea Graham, cuja análise foi postada no site Go.com, diz que ele é "paranoico e obcecado por limpeza" e que ele inicialmente percebe que seus vizinhos são "barulhentos e e confusos." Graham descreve Rocko como alguém que consegue aceitar os defeitos de seus vizinhos e enxergar as qualidades positivas que há dentro deles.